# NGC 2426
NGC 2426 è una galassia ellittica situata nella costellazione della Lince, a una distanza di circa 278 milioni di anni luce dalla nostra Via Lattea.

## Scoperta
La galassia è stata scoperta il 16 febbraio 1790 dall'astronomo britannico di origine tedesca William Herschel.

## Descrizione
Potrebbe essere in interazione gravitazionale con la vicina NGC 2429.